# 维罗尼卡·维婷堡
维罗尼卡·维滕贝格（Veronika Vitenberg，1988年—）是一个以色列奥运艺术体操运动员。 

## 生平
维罗尼卡1988年出生于白俄罗斯格罗德诺。她六岁由老师推荐学艺术体操。她十三岁的时候移居了以色列。

## 个人生活
维罗尼卡由2007年到2010年担任了以色列国防军部队。

## 成绩
- 2004年以色列个人锦标赛 第二名
- 2005年俄罗斯团队欧洲锦标赛 第六名
- 2006年意大利团队欧洲锦标赛 第四名
- 2007年希腊团队世界锦标赛 第六名
- 2008年北京奥运会团队赛 第六名
- 2009年日本团队世界锦标赛 第五名